# 松井咲子
松井 咲子（まつい さきこ、1990年〈平成2年〉12月10日 - ）は、日本のタレント、ピアニストで、女性アイドルグループ・AKB48の元メンバー。元サムデイ所属。埼玉県蕨市出身。蕨市立中央東小学校、蕨市立第一中学校、東京音楽大学付属高等学校卒業、東京音楽大学音楽学部音楽学科器楽専攻ピアノ科入学、その後休学・中退を経て、桐朋学園芸術短期大学芸術科音楽専攻に入学、2017年3月同校を卒業。夫は元お笑いコンビ・ゾフィーの上田航平。

## 略歴
2008年
- 『AKB48 第三回研究生（6期生）オーディション』で候補生として仮合格。その後、『AKB48 第四回研究生（7期生）オーディション』に合格。チーム研究生最年長だった。

2009年
- 8月23日に日本武道館にて開催された『読売新聞創刊135周年記念コンサート AKB104選抜メンバー組閣祭り』の夜公演において、10月よりチームKメンバーに昇格することが発表され、2010年3月12日にチームKに昇格した。

2010年
- 7月11日、代々木第一体育館で開催された『AKB48 コンサート「サプライズはありません」』第3公演において、ショパンの「革命のエチュード」のピアノ演奏を披露した。
- 9月21日に開催された『AKB48 19thシングル選抜じゃんけん大会』では14位となり、同年12月8日に発売されたAKB48の19枚目シングル『チャンスの順番』でシングル選抜メンバーに初選出。

2011年
- 5月9日、アメーバブログにおいて個人のオフィシャルブログ「さきっciao」をスタートした。
- 5月から6月にかけて実施された『AKB48 22ndシングル選抜総選挙「今年もガチです」』では38位で、アンダーガールズに選ばれる[10]。
- 10月26日から30日にかけて、銀座博品館劇場で上演された舞台『ザ・デッド・エンド』で舞台作品に初出演[11][12]。

2012年
- 1月7日に放送された『芸能界特技王決定戦 TEPPEN』（フジテレビ）のピアノ部門にて、Every Little Thingの「Time goes by」を演奏。86点の評価を受け、過去2回優勝の♥さゆり（かつみ♥さゆり）らを抑え優勝[13]。
- 3月1日、Google+の秋元康の投稿において「ぐぐたす選抜」が発表され、メンバーに選出される[14]。
- 5月から6月にかけて実施された『AKB48 27thシングル選抜総選挙』では53位で、フューチャーガールズに選出[15]。
- 8月15日より、日本テレビにて放送中の『読響シンフォニックライブ』にMCとして出演。
- 8月24日に東京ドームで開催された『AKB48 in TOKYO DOME 〜1830mの夢〜』初日公演で発表された組閣発表において、チームAに異動することが発表された[16]。
- 10月3日、グループ初のピアノインストルメンタルアルバム『呼吸するピアノ』でソロデビューを果たし、発売初週（10/15付）のオリコン週間アルバムランキングで初登場10位を獲得。ピアニストによるデビューアルバムの初登場TOP10入りは史上初の快挙である[17][18]。
- 11月1日より、チームAに異動。
- 11月2日、チームAウェイティング公演のスターティングメンバーとして新チームでの活動を開始する[19]。

2013年
- 5月から6月にかけて実施された『AKB48 32ndシングル選抜総選挙』では60位となり、フューチャーガールズに選出される[20]。

2014年
- 1月4日に放送された『芸能界特技王決定戦 TEPPEN』のピアノ部門にて、槇原敬之の「もう恋なんてしない」を演奏。91点の評価を受け、2年ぶりに王者に返り咲く[21]。
- 4月5日、地元である埼玉県のラジオ局FM NACK5にてレギュラー番組『docomo presents 見たい! 行きたい! 話したい!!』の放送が開始[22]。
- 10月24日、「AKB48曲作りプロジェクト」ウェブサイトにおいてチームサプライズ選抜が発表され、メンバーに選ばれる[23]。

2015年
- 3月26日に開催された『AKB48春の単独コンサート～ジキソー未だ修行中!～』公演で発表された組閣発表において、チームKに異動することが発表された。
- 5月29日、チームA「恋愛禁止条例」公演においてAKB48から卒業することを発表した[24]。
- 6月26日、AKB48劇場にて卒業公演を行い、AKB48を卒業した[25]。
- 8月9日、幕張メッセにて開催された「僕たちは戦わない」劇場盤発売記念大握手会をもって、AKB48としての活動を終了した[26]。
- 9月1日、出身地である蕨市のPR大使に任命[3]。

2016年
- 3月9日、埼玉県の魅力を全国に発信する「埼玉応援団」（愛称：「コバトン倶楽部」）に入団[27]。
- 3月31日、HBCラジオほか地方ラジオ局ネットにて冠レギュラー番組『松井咲子 呼吸するクラシック』が放送開始[28]。

2017年
- 1月13日に放送された『芸能界特技王決定戦 TEPPEN』のピアノ部門決勝戦にて、SMAPの「世界に一つだけの花」を演奏し優勝。3代ぶりに王者に返り咲き、8代目王者となる[29]。
- 3月、桐朋学園芸術短期大学芸術科音楽専攻を卒業[8]。

2018年
- 4月4日、FM NACK5にてレギュラー番組『松井咲子の気になる子さん』の放送が開始[30]。

2019年
- 8月9日、AKB48卒業から丁度4年目となる同日に放送された『芸能界特技王決定戦 TEPPEN』のピアノ部門にて、秦基博の「ひまわりの約束」を演奏し優勝。4代ぶり4度目の王者に返り咲く[31]。

2020年
- 1月25日、『芸能界特技王決定戦 TEPPEN』20回目の放送を記念して開催された歴代王者と上位入賞者が競い合う「グランドチャンピオン」大会 のピアノ部門で優勝。同番組での5度目の優勝を飾るとともに、グランドチャンピオンの座についた[32]。
- 9月1日、自身初の公式ファンクラブ「saki community」を開設[33]。
- 12月10日、8年4ヶ月にわたってMCを務めた『読響シンフォニックライブ』（日本テレビ）が放送終了[34]。

2021年
- 1月18日、KADOKAWAより1st写真集『咲子』を発売[35][36]。

2022年
- 7月21日、2nd写真集『delusion』を発売[37]。

2023年
- 12月5日、元お笑いコンビ・ゾフィーの上田航平との結婚を発表[9]。交際のきっかけは宮嵜守史による仲介。上田によると、松井からの告白で交際を開始したとのこと[38]。

2024年
- 5月15日、1st ソロ配信シングル『夏の想い出』を発売[39]。

## 人物
- 絶対音感を持っており[40]、ピアノ関連のコンクールや大会に多数出場し、入賞歴もある[41]。ピティナピアノコンペティションD級（中学生対象部門）本選で優秀賞を受賞したこともある[42]。また、簡単な曲であればピアノに背を向けた状態で演奏することができる[43]。
- 自他ともに認めるニオイフェチであり、過去に出演した番組では「一流のアイドルになるためにニオイフェチキャラをやめさせる」企画が組まれるほどである[44]。
- 趣味は深夜ラジオ鑑賞の他、お笑いや劇団四季のミュージカルを観劇すること[45]。また親も含め楳図かずおファンであり、自身の名前も漫画「漂流教室」の登場人物である“川田咲子”から取られている[46]。
- ラジオ愛が非常に強く、また自身のMC力の高さも評価されており、AKB48メンバーで唯一、在京AMキー局3局の深夜放送出演（TBSラジオ『JUNK・山里亮太の不毛な議論』、文化放送『リッスン? 〜Live 4 Life〜』、ニッポン放送『AKB48のオールナイトニッポン』）を制覇している。とくに山里亮太のラジオ番組『山里亮太の不毛な議論』のヘビーリスナーとして知られている[47]。Google+にて「『子供たちを責めないで』のコーナーで悪口を言われたい」と発言したことから[48]、一般的に知られるようになり、その後頻繁に番組にゲスト出演している。また、『AKB48のオールナイトニッポン』および『リッスン? 〜Live 4 Life〜』への出演回数も多い。その他、幼少期からのNACK5リスナーであることも明らかにしている[47]。
- 中学校3年間は音楽部に所属しており、3年連続でNHK全国学校音楽コンクールに出場した。2012年には、同コンクール全国大会の司会を務めた[49]。この司会の間、同コンクール小学校の部課題曲「希望のひかり」を作詞した遊佐未森がゲストに招かれたが、遊佐未森の楽曲が好きであることを自身のブログで語っている[50]。また、天才てれびくん（ミュージックてれびくん）を見ていたという[50]。
- Perfumeやアイドリング!!!、Every Little Thingのファンで、暇さえあればDVDを視聴している[51]。また、ももいろクローバーZのファンであることを公言し、イベントでコスプレを披露するなどしている[52][53]。アイドリング!!!の菊地亜美とはプライベートでも交流があり[54]、フォンチーについては「フォンチー様」と呼ぶほどの大ファン[55]。
- ベッキーを尊敬しており[56]、自身の携帯電話も「ベッキーさん」と名付けている[57]。ちなみにオーディオプレーヤーの名前は「さくらこさん」[58]。
- オフィシャルブログのタイトル「さきっciao」は「さきっちょ」をもじったもの[59]。

### 愛称
- 2012年春まで公式サイトでは愛称は「さきっぺ」とされていた。そのほか、元3期生の片山陽加、仲谷明香からは「咲子氏」、4期生の藤江れいなからは「さっちゃん」と呼ばれている[60]。2012年春、公式サイトでの愛称が「咲子さん」に変更された。2013年12月以降、卒業に至るまでは、公式サイトでの愛称は「さきこ」であった[61]。
- 山里亮太の不毛な議論では「どいねちゃん」の愛称でリスナーに親しまれており[62]、先述の「師匠」と合わせて「どいね師匠」とも呼ばれている。

### AKB48
- 研究生・チームKメンバー時代は特にキャッチフレーズを設けていなかったが、チームAメンバーになってから「あなたのドレミを奏でたい」というキャッチフレーズを使用していた。また、ラジオ出演時には「あなたのお耳の恋人」というキャッチフレーズを使用していた[63]。
- 同期の鈴木まりやと仲が良く、二人の出身地である埼玉県の愛称「彩の国」に由来する「彩ニング☆ガールズ」を名乗っていた[64]。
- AKB48に加入したきっかけは、元々AKB48が好きで見ている側で良いと思っていたが、親が勝手にオーディションに応募したからである[65]。

## AKB48在籍時の参加楽曲

### シングル選抜楽曲
- 「RIVER」に収録
  - ひこうき雲 - 「シアターガールズ」名義
- 「ポニーテールとシュシュ」に収録
  - 僕のYELL - 「シアターガールズ」名義
- 「Beginner」に収録
  - 僕だけのvalue - 「アンダーガールズ」名義
  - 君について - 「MINT」名義
- チャンスの順番
  - ALIVE - 「チームK」名義
- 「桜の木になろう」に収録
  - キスまで100マイル - 「MINT」名義
- 「Everyday、カチューシャ」に収録
  - 人の力 - 「アンダーガールズ」名義
- 「フライングゲット」に収録
  - 抱きしめちゃいけない - 「アンダーガールズ」名義
- 「風は吹いている」に収録
  - ゴンドラリフト - 「アンダーガールズ ゆり組」名義
- 「上からマリコ」に収録
  - ゼロサム太陽 - 「チームK」名義
- 「GIVE ME FIVE!」に収録
  - 羊飼いの旅 - 「スペシャルガールズB」名義
- 「真夏のSounds good !」に収録
  - ぐぐたすの空
- 「ギンガムチェック」に収録
  - Show fight! - 「フューチャーガールズ」名義
- 「UZA」に収録
  - 孤独な星空 - 「Team A」名義
- 「永遠プレッシャー」に収録
  - 私たちのReason
- 「So long !」に収録
  - Ruby - 「篠田TeamA」収録
- 「さよならクロール」に収録
  - イキルコト - 「Team A」名義
- 「恋するフォーチュンクッキー」に収録
  - 推定マーマレード - 「フューチャーガールズ」名義
- 「ハート・エレキ」に収録
  - キスまでカウントダウン - 「Team A」名義
- 「前しか向かねえ」に収録
  - 恋とか…
- 「ラブラドール・レトリバー」に収録
  - 君は気まぐれ - 「Team A」名義
- 「希望的リフレイン」に収録
  - 従順なSlave - 「Team A」名義
  - Reborn - 「チームサプライズ」名義

### アルバムCD選抜楽曲
- 「神曲たち」に収録
  - 君と虹と太陽と
- 「ここにいたこと」に収録
  - 僕にできること - 「チームK」名義
  - ここにいたこと - 「AKB48+SKE48+SDN48+NMB48」名義
- 「1830m」に収録
  - 家出の夜 - 「チームK」名義
  - 青空よ 寂しくないか? - 「AKB48+SKE48+NMB48+HKT48」名義
- 「次の足跡」に収録
  - 確信がもてるもの - 「Team A」名義
- 「ここがロドスだ、ここで跳べ!」に収録
  - Oh! Baby! - 「高橋Team A」名義

### 劇場公演ユニット曲
チームA 5th Stage「恋愛禁止条例」（劇場初出演）
- ハート型ウイルス
※川崎希卒業後は、川崎のアンダーとして出演（2009年3月1日 - ）
- スコールの間に（バックダンサー）

チームK 4th Stage「最終ベルが鳴る」
- ごめんね ジュエル（バックダンサー）

チームB 4th Stage「アイドルの夜明け」
- 片思いの対角線（バックダンサー）
- 愛しきナターシャ
※田名部生来のアンダー

チームK 5th Stage「逆上がり」
- 愛の色
※大堀恵のアンダー
- わがままな流れ星（バックダンサー）

研究生「アイドルの夜明け」公演
- 愛しきナターシャ

THEATRE G-ROSSO 「夢を死なせるわけにいかない」公演
- 記憶のジレンマ
※増田有華・小原春香のスタンバイ

チームK 6th Stage「RESET」
- 明日のためにキスを

篠田チームA ウェイティング公演
- 雨のピアニスト（チームS 2nd Stage「手をつなぎながら」公演）

横山チームA ウェイティング公演
- 記憶のジレンマ（ひまわり組 2nd Stage「夢を死なせるわけにいかない」公演、大島麻衣のポジション）
- ツンデレ!
※菊地あやかのアンダー

高橋チームA「恋愛禁止条例」公演
- 真夏のクリスマスローズ
※入山杏奈休演時は入山ポジションで出演（田北香世子が松井のユニットアンダー）
- ハート型ウイルス
※宮脇咲良のアンダー

## 作品

### アルバム
|                  | リリース日       | タイトル         | 最高週間順位     | 販売形態         | 商品コード            | 備考                                               |                  |
| ポニーキャニオン | ポニーキャニオン | ポニーキャニオン | ポニーキャニオン | ポニーキャニオン | ポニーキャニオン      | ポニーキャニオン                                   | ポニーキャニオン |
| ---------------- | ---------------- | ---------------- | ---------------- | ---------------- | --------------------- | -------------------------------------------------- | ---------------- |
| 1                | 2012年10月3日    | 呼吸するピアノ   | 10位             | CD+DVD CD        | PCCA-03680 PCCA-03681 | 2012 Billboard Japan 年間TOP CLASSICAL ALBUMS第1位 |                  |

### 参加作品
| リリース日     | アーティスト名 | タイトル   | 収録曲                                   |
| -------------- | -------------- | ---------- | ---------------------------------------- |
| 2018年12月12日 | Ange☆Reve      | イトシラブ | カップリング曲：Angel Sign（ピアノ演奏） |

## タイアップ
| 楽曲                                                  | タイアップ                                       | 収録作品                      | 備考   |
| ----------------------------------------------------- | ------------------------------------------------ | ----------------------------- | ------ |
| 心の譜面                                              | CM:日清食品『カップヌードル』「REAL」各篇        | 1stアルバム『呼吸するピアノ』 |        |
| W.A.モーツァルト ピアノソナタ第18番K.576ニ長調第1楽章 | CM:江崎グリコ『アイスの実』「AKB48殺人事件」各篇 | 1stアルバム『呼吸するピアノ』 | [ 67 ] |

## 出演

### テレビドラマ
- マジすか学園 第11話 - 最終話（2010年3月19日 - 26日、テレビ東京） - サキコ 役
- 桜からの手紙 〜AKB48 それぞれの卒業物語〜（2011年2月26日 - 3月6日、日本テレビ） - 松井咲子 役
- マジすか学園2 最終話（2011年7月1日、テレビ東京） - サキコ 役
- So long ! 第1夜（2013年2月11日、日本テレビ）
- オトナノベル 第24回「家庭教師コウの事件簿II 親の敷いたレール」（2015年10月8日、NHK Eテレ） - マリ 役

### バラエティ
- クイズプレゼンバラエティー Qさま!!（2009年10月12日 - 不定期出演、テレビ朝日）
- 芸能界特技王決定戦 TEPPEN（2012年1月7日・2013年1月5日・2014年1月4日・9月27日・2017年1月13日・2021年1月30日・2023年2月4日ほか、フジテレビ）[68][69]

### テレビアニメ
- beポンキッキーズ『ロンゴマックス』（2012年10月15日 - 2017年3月、BSフジ） - 妖姫 役
- SNSポリス（2018年3月24日 - 、GYAO! / 4月8日 - 6月3日、TOKYO MX） - お姉さん 役[70][71]

### その他のテレビ番組
- 読響シンフォニックライブ（2012年8月15日 - 2020年12月10日、日本テレビ系・BS日テレ） - 司会[72]
- 第79回NHK全国学校音楽コンクール（2012年10月6日 - 8日、NHK Eテレ） - 司会[73]
- GirlsNews〜エンタメ!（2013年4月1日 - 2014年3月2日、アイドル専門チャンネルPigoo[注 1]・BSスカパー!） - MC[74]
- マチコミ（2016年4月4日 - 、テレビ埼玉） - 「おとなさんぽ」コーナーレギュラー
- 鉄道紀行 ニッポンぶらり鉄道旅（NHK BSプレミアム）- 旅人
  - 第65回「JR九州九州新幹線」（2016年4月14日）
  - 第73回「東武スカイツリーライン（伊勢崎線）・大師線」（2016年7月14日）
  - 第96回「東急東横線」（2017年4月20日）
- 魅力まるごと いまドキッ!埼玉（2018年4月14日 - 、テレビ埼玉） - MC

### ラジオ
- リッスン? 〜Live 4 Life〜（2011年5月 - 2014年11月13日・不定期出演、文化放送） - 火曜→木曜パーソナリティー
- 見たい! 行きたい! 話したい!!（2014年4月5日 - 2017年12月30日、NACK5）[注 2]
- 夏の夜のながらクラシック（2015年8月17日 - 2015年8月19日、NHK-FM) 広上淳一と共演。
- 松井咲子 呼吸するクラシック[注 3]（2016年3月31日 - 2019年6月28日、HBCラジオほか[注 4]）[75]
- 松井咲子の気になる子さん（2018年4月4日 - 2021年12月29日、NACK5）

### 映画
- ギャルバサラ -戦国時代は圏外です-（2011年11月26日公開、角川映画） - 藤田 役
- ビンゴ（2012年9月22日公開、Jolly Roger） - ヒロイン・真弓 役[76][77]

### 舞台
- ザ・デッド・エンド（2011年10月26日 - 28日、銀座博品館劇場）- 月村美香 役
- たやのりょう一座 冒険活劇 怪盗☆ドラゴンカンパニーvol.2「グレイン島のレジスタンスと禁断の果実」（2022年1月19日 - 23日、CBGKシブゲキ!!）※劇中ピアノ音楽の演奏を担当[78]

### 広報
- 埼玉県警 犯罪被害者支援PR大使（2020年12月18日 - ）[79]

### ネット配信
- AKB48 松井咲子殺人事件（2011年8月1日配信、東芝 REGZA × Get Navi） - 主演
- AKB48 松井咲子ソロ・デビュー記念ニコ生特番（2012年10月6日、ニコニコ生放送）[80]
- 咲良咲子のふたりぼっちラジオ（2014年5月26日 - 9月22日、AmebaStudio）
- 咲良咲子の気まぐれ放送局～ラジオ風味を添えて～（2014年10月21日 - 2015年6月14日、AmebaStudio）
- 土曜の夜は生にゅっと。（2015年8月15日 - 9月26日、ニコニコ生放送）
- 西浦秀樹のめざせ紅白!（2016年2月 - 、ニコニコ生放送・FRESH!） - 不定期出演
- 松井咲子の爆笑クレッシェンド（2016年4月6日 - 、WALLOP放送局） - マエストロ（MC）[81]
- つかめ!夢のキャンパスライフ リア充バスターズ（2016年10月4日 - 12月26日、AbemaTV） - アシスタントMC[82]
- マヨバカ学園（2023年5月2日 - 、マシェバラ） - MC[83]

### PV
- PENGIN「百合の花咲く丘で」（2010年12月1日）[84]

### コンサート
- ラ・フォル・ジュルネ・オ・ジャポン 「熱狂の日」音楽祭2015 エリアコンサート（2015年4月29日、丸の内ビルディング マルキューブ）[85]
- 石川綾子 ジャンルレスクラシックシリーズ2018 Vol.3「アニメクラシック」（2018年7月29日、Hakuju Hall） - コラボレーションゲスト[86]
- みんなでベートーヴェン!Beethoven Jubilee!（2020年12月28日 - 2021年1月3日、配信：Streaming+ / 開催：ぴあアリーナMM） - 案内人[87]
- 北九州アニメソングピアノライブ 2021（2021年11月28日、北九州市立響ホール）[88]
- 岩佐美咲&松井咲子 in BLUES ALLEY（2022年7月3日、ブルース・アレイ・ジャパン）[89][90]
- 三越劇場“PREMIUM CONCERT” vol.19&20 〜イタリア映画音楽の魅力〜（2022年5月1日、三越劇場）[91]
- デビュー15周年　松井咲子が新曲33曲やるライブ（2023年7月1日、MZES東京）[92]
- 岩佐美咲&松井咲子ライブハウスツアー2023（2023年9月17日 - 12月24日）[93]

### イベント
- ♪松井咲子のピアノ弾いciao、お話しciao♪（2012年2月23日、AKB48 CAFE&SHOP AKIHABARA シアターエリア）
- 警視庁荏原警察署一日署長（2012年4月1日）[94]
- ♪松井咲子Solo Debut Album「呼吸するピアノ」リリース記念イベント（2012年10月3日、紀尾井ホール）[95]
- 蕨商工会議所創立60周年記念イベント「松井咲子トーク&ミニコンサート」（2012年10月9日、蕨市市民会館コンクレレホール）
- ぽにきゃん!アイドル倶楽部
  - 感謝祭～ライバルのライバルはアイドル～（2013年9月1日、山野ホール ）[96][97] - アシスタントMC
  - 感謝祭～アイドルサバイバル～（2014年5月10日、ディファ有明 ）[98] - アシスタントMC
- 「Classic patio～アムール・ルージュ～」ピアノ演奏&トークイベント（2015年3月14日、赤坂Bizタワー）[99]
- Bashi's BAR（中野・CLOVER）
  - vol.24（2015年8月14日）
  - vol.28～松井咲子生誕祭～（2015年12月10日）[100]
- 埼玉県蕨警察署一日署長（2015年11月29日）[101]
- 警視庁東京湾岸警察署一日署長（2016年4月10日）
- 埼玉西武ライオンズ 対 横浜DeNAベイスターズ戦 始球式（2016年6月1日、西武プリンスドーム）[102]
- YATSUI FESTIVAL! 2017（2017年6月17日、TSUTAYA O-EAST・TSUTAYA O-WEST 他）[103]
- TAKESHIBA PORT MUSIC FESTIVAL（2022年3月20日・21日、東京ポートシティ竹芝 オフィスタワー） - アンバサダー[104]

## 書籍

### 写真集
- 松井咲子1st写真集 咲子（2021年1月18日、KADOKAWA、撮影：田中智久）[35]ISBN 978-4-04-605096-0
- 松井咲子2nd写真集 delusion（2022年7月21日、KADOKAWA、撮影：田中智久）ISBN 978-4-04- 605501-9

### 共著
- 学校では教えてくれない 人生を変える音楽 (14歳の世渡り術)（2013年5月24日、河出書房新社）

### 雑誌・新聞連載
- 月刊Piano（2011年10月号 - 2014年10月号、ヤマハミュージックメディア） - 「咲子のおと☆」→「咲子のおと★〜my new life〜」（2012年1月号より改題）→「勝手にチームP 〜ピアノ困りごとQ＆A〜」（2014年5月号より改題）
- マネーポスト（2013年夏号 - 2014年春号、小学館） - 「AKB48松井咲子の日本株LESSON」→「松井咲子のFXバイエル」（2015年春号-）

### カレンダー
- 松井咲子 2012年カレンダー（2011年11月19日、ハゴロモ）
- 卓上 松井咲子 2013年カレンダー（2012年12月7日、ハゴロモ）
- 卓上 松井咲子 2014年カレンダー（2013年12月6日、ハゴロモ）
- 卓上 松井咲子 2015年カレンダー（2014年12月13日、ハゴロモ）
- 松井咲子カレンダーブック2021（2020年12月10日、ABコンサルティング）[105]